# Estelline (Dakota del Sur)
Estelline es una ciudad ubicada en el condado de Hamlin en el estado estadounidense de Dakota del Sur. En el Censo de 2010 tenía una población de 768 habitantes y una densidad poblacional de 313,78 personas por km².

## Geografía
Estelline se encuentra ubicada en las coordenadas 44°34′36″N 96°54′4″O / 44.57667, -96.90111. Según la Oficina del Censo de los Estados Unidos, Estelline tiene una superficie total de 2.45 km², de la cual 2.45 km² corresponden a tierra firme y (0%) 0 km² es agua.

## Demografía
Según el censo de 2010, había 768 personas residiendo en Estelline. La densidad de población era de 313,78 hab./km². De los 768 habitantes, Estelline estaba compuesto por el 93.1% blancos, el 0% eran afroamericanos, el 0.65% eran amerindios, el 0% eran asiáticos, el 0% eran isleños del Pacífico, el 5.21% eran de otras razas y el 1.04% pertenecían a dos o más razas. Del total de la población el 6.25% eran hispanos o latinos de cualquier raza.